# Сільвестр Нсанзімана
Сільвестр Нсанзімана (5 січня 1936, Кіраго — †1999, Брюссель) — був руандським політиком і прем'єр-міністром Руанди з 1991 по 1992 рік.

## Життєпис
Народився 5 січня 1936 року в Кіраго, південна провінція, Руанда. З 1969 по 1971 рік Нсанзімана був членом уряду президента Ґреґуар Каїбанда на посаді міністра закордонних справ Руанди. Крім того, він тимчасово був міністром з питань торгівлі, видобутку та промисловості.
Пізніше він був заступником генерального секретаря Організації африканської єдності та міністра юстиції Руанди.
12 жовтня 1991 року президент Жувеналь Габ'ярімана призначив його першим прем'єр-міністром Руанди за понад тридцять років. Призначення викликало критику Президента, який раніше не обговорював зустрічі зі сторонами. Він обіймав цю посаду до його заміни Дісмасом Нсенгіяреміе 2 квітня 1992 року.
З 1994 року жив у вигнанні в Брюсселі, де і помер у 1999 році.